# Lone Frank
Lone Frank (née Lone Frank Pedersen  en 1966 à Aarhus ) est une journaliste scientifique danoise.

## Biographie
Titulaire d'un doctorat (Ph.D.) en neurobiologie, Lone Frank écrit régulièrement dans le journal Weekendavisen (« Journal du week-end » en danois) depuis 1998. Elle a tenu ou participé à de nombreuses conférences et travaillé à la radio ainsi qu'à la télévision. Dans ce cadre, elle a organisé et présenté entre autres les émissions « Les défis de la science » (Videnskab der udfordrer, 2007) et « L'homme en creux » (Hulemanden indeni, 2008) sur la chaîne DR2.
Lone Frank appartient au conseil d'administration de la fondation Svend Bergsøes et est membre du conseil consultatif de la Faculté des Sciences de la Vie de Copenhague. Elle est également membre d'un groupe VL (réseau réunissant des personnalités et des chefs d'entreprise), le n°67.
Avant de valider sa thèse, Frank a reçu une maîtrise de biologie sur « La régulation transcriptionnelle des récepteurs du glutamate dans l'ischémie cérébrale » à l'université d'Aarhus en 1992.
En septembre 2010, son livre Mon beau génome est favorablement accueilli par la critique. Ce livre, compilant un certain nombre d'études, tente de montrer comment l'arrière-plan biologique détermine le développement de l'individu (humain) et jusqu'à quel point les facteurs génétiques comptent. En 2011, le livre a été publié en anglais, sous le titre My Beautiful Genome: Exposing Our Genetic Future, One Quirk at a Time ; il a également été traduit en allemand et en néerlandais.
En 2015, elle réalise un film documentaire intitulé Ce que mes gènes disent de moi.

### En danois
- Det nye liv (« La nouvelle vie »), 2004, Gyldendal  (ISBN 9788702023817)
- Klonede Tigre. En rejse ind i det nye vilde Østen (« Le tigre cloné, voyage dans le nouvel Est sauvage », 2005, Gyldendal  (ISBN 9788702039160)
- Den femte revolution. Fortællinger fra hjernens tidsalder (« La cinquième révolution, les contes de l'âge du cerveau »), 2007, Gyldendal  (ISBN 9788702067835)
- Mit smukke genom. Historier fra genetikkens overdrev (« Mon beau génome, histoire de notre avenir génétique »), 2010, Gyldendal  (ISBN 9788702081152)

### En anglais
- Mindfield: How Brain Science is Changing Our World, 2009, Oneworld Publications  (ISBN 978-1851686490) (réédité en 2011 sous le titre The Neurotourist: Postcards from the Edge of Brain Science par Oneworld Publications  (ISBN 978-1851687961))
- My Beautiful Genome: Discovering Our Genetic Future, One Quirk at a Time, 2009, Oneworld Publications  (ISBN 978-1851689149)